# Абилов, Елубай Жакаевич
Абилов Елубай Жакаевич (каз. Әбілов Елубай Жақайұлы; 19 августа 1962, Красноводск, Туркменская ССР, СССР) — туркменский и казахский политический деятель, глава города Жанаозен Мангистауской области.

## Личная жизнь
По национальности казах. Отец — Абилов Жакай, чабан совхоза. Мать — Абилова Шаршаган, пенсионерка, была чабаном совхоза. Жена — Абилова Айгуль Турмаганбетовна. Сыновья — Абилов Бекболат (1991 г.) и Жакаев Жанболат (1996 г.).
Старший капитан  в запасе. Владеет казахским и русским языками. Хобби — шахматы.

## Биография
Родился 19 августа 1962 года в Красноводске.
Окончил факультет плодоовощеводства и виноградарства Туркменский сельскохозяйственный университет в 1985 году по специальности учёный агроном.
1986—1988 года — инструктор обкома профсоюза работников АПК в Красноводске.
С 1988 года старший инструктор Красноводского райисполкома, посёлок Джанга, Туркменская ССР.
С 1995 года начальник инспекции по экологии и охране природы этрапа Туркменбаши, посёлок Джанга. C 1998 года заведующий отделом здравоохранения, образования и социальных вопросов.
С 2001 года управляющий делами хякимлика этрапа Туркменбаши. С 2002 заместитель хякима.
С 2002 года — заместитель акима посёлка Мангистау, Мангистауской области.
С 2003 года — аким посёлка Мангистау.
С 2007 года — заместитель акима Мунайлинского района, Мангистауской области.
С апреля 2010 года — аким Мунайлинского района, Мангистауской области.
С июля 2015 года — аким города Жанаозен, Мангистауской области.

## Награды
- Медаль «10 лет Астане»